# پاتریک مونهان
پاتریک مونهان (انگلیسی: Patrick Monahan) (زاده ۱۹۷۶ اهواز) بازیگر و کمدین ایرانی است، که فعالیت هنری وی اغلب در زمینه استندآپ کمدی متمرکز می‌باشد.